# Essam El-Hadary
Essam El-Hadary (arabisch عصام الحضري, DMG ʿAṣṣām al-Ḥaḍarī; * 15. Januar 1973 in Damiette) ist ein ehemaliger ägyptischer Fußballtorhüter. Er wurde als einer der besten afrikanischen Torhüter eingeschätzt und bei der Afrikameisterschaft 2006 als bester Torhüter geehrt. Während der Weltmeisterschaft 2018 wurde El-Hadary zum bis dahin ältesten Spieler, der in einem WM-Spiel zum Einsatz kam (45 Jahre und 161 Tage).

## Werdegang
Seine Profikarriere startete Essam El-Hadary in Damiette. 1996 wechselte er zu al Ahly Kairo, wo er fast zwölf Jahre lang spielte. 
1997 debütierte er in der ägyptischen Nationalmannschaft. El-Hadary war Ägyptens Held beim Elfmeterschießen des Finalspiels der Afrikameisterschaft 2006 gegen die Elfenbeinküste, bei dem er die Elfmeter von Didier Drogba und Bakari Koné hielt. Im Februar 2007 wurde er ein zweites Mal zum Helden, indem er den Elfmeter von Khaled Melliti hielt und so den CAF Super Cup für seinen Klub holte. Al-Ahly besiegte hierbei den tunesischen Klub Étoile Sportive du Sahel in Addis Abeba 5:4 nach Elfmeterschießen, nachdem die Nachspielzeit mit 0:0 geendet hatte. Dies war der dritte CAF Super Cup, den El-Hadary mit seinem Klub gewinnen konnte. Bekannt ist sein Tor, bei dem er beim CAF Super Cup 2002 gegen den südafrikanischen Klub Kaizer Chiefs aus über 60 Metern Entfernung traf. Dieses Spiel endete mit 4:1 für Al-Ahly.
Im Frühjahr 2008 unterschrieb El-Hadary einen Vertrag beim Schweizer Verein FC Sion. Dieser Wechsel war von Streitigkeiten zwischen den beiden Vereinen begleitet. Erst nach dem Einschalten der FIFA erhielt er im April die Spielbewilligung für seinen neuen Verein. In seiner ersten Saison war er Stammspieler, im Frühjahr verlor er seinen Platz zwischen den Pfosten jedoch an seinen Konkurrenten Nicolas Beney. Essam El-Hadary enttäuschte in vielen Partien. Als Folge seines Wechsels verhängte die FIFA Anfang Juni 2009 eine einjährige Transfersperre gegen den FC Sion wegen Anstiftung El-Hadarys zum Vertragsbruch. Die Klubführung missachtete dieses Verbot allerdings. Präsident Christian Constantin stellt sich auf den Standpunkt, dass die Transfersperre nur die Amateursektion des Vereins betreffe. Die Profi-Abteilung werde von der AG „Olympique des Alpes“ betrieben.
Für die Fußball-Afrikameisterschaft 2017 war er nominiert, wurde aber im ersten Gruppenspiel zunächst nicht eingesetzt. Nachdem sich Torhüter Ahmed El-Shenawy in der 25. Minute verletzt hatte, wurde der zu diesem Zeitpunkt 44-jährige El-Hadary eingewechselt und blieb auch in den folgenden Spielen bis einschließlich des mit 1:2 gegen Kamerun verlorenen Finales im Tor. Im Halbfinale gegen Burkina Faso konnte er im entscheidenden Elfmeterschießen zwei Elfmeter halten und Ägypten zog damit zum neunten Mal ins Finale ein. Am 25. Juni 2018 absolvierte er während der WM 2018 in Russland sein 157. Länderspiel. El-Hadary war mit seinem Einsatz gegen Saudi-Arabien mit 45 Jahren und 161 Tagen der älteste Spieler, der bisher bei einer Fußball-Weltmeisterschaft spielte. Zweiter in dieser Kategorie ist der kolumbianische Torwart Faryd Mondragón, der bei der WM 2014 im dritten Gruppenspiel 43 Jahre und 3 Tage alt war.

## Erfolge

### Nationalmannschaft
- Gewinner der Afrikameisterschaft: 1998, 2006, 2008, 2010
- Zweiter der Afrikameisterschaft 2017

### Verein
- Viertplatzierter bei der FIFA-Klub-Weltmeisterschaft 2006
- Gewinner der CAF Champions League: 2001, 2005, 2006
- Gewinner des CAF Super Cups: 2002, 2006, 2007
- Gewinner der ägyptischen Liga: 1997, 1998, 1999, 2000, 2005, 2006, 2007
- Gewinner des ägyptischen Pokals: 2001, 2003, 2006, 2007
- Gewinner des ägyptischen Super Cups: 2003, 2005, 2006
- Gewinner des Schweizer Cups 2009

## Auszeichnungen
- Bester Torhüter bei der Afrikameisterschaft 2006
- Bester afrikanischer Torhüter des CAF 2006

## Trivia
Unter den Fans wird El-Hadary wegen seiner muskulösen Figur als „der hohe Damm“ bezeichnet. Zudem trägt El-Hadary auch den Namen „afrikanischer Buffon“. 